# Savigliano
Savigliano es una comuna italiana situada en la provincia de Cuneo, en la región del Piamonte, en el norte del país. Se encuentra a unos 51 kilómetros al sur de Turín.
Se trata de un importante centro metalúrgico, de fundiciones y de  fabricación de vehículos ferroviarios ; la planta de fabricación de vehículos ferroviarios pertenecía a Fiat Ferroviaria hasta que en el año 2000 fue adquirida por Alstom. También hay plantas de manufactura de la seda, azúcar, imprentas y plantaciones florales.
Se conservan partes de la antigua muralla, demolida en 1707, una hermosa colegiata dedicada a San Andrés y un arco del triunfo erigido en honor del matrimonio de Carlos Manuel I de Saboya con la infanta Catalina Micaela de Austria.

## Evolución demográfica
| Gráfica de evolución demográfica de Savigliano entre 1861 y 2011 |
|                                                                  |
| Fuente ISTAT - elaboración gráfica de Wikipedia                  |